# Cheval de la plantation McCurdy
Le cheval de la plantation McCurdy (anglais : McCurdy's Plantation Horse) est une race de chevaux d'allures originaire de l'Alabama, aux États-Unis. Issu de l'étalon fondateur gris McCurdy's Doctor, il est longtemps confondu avec le Tennessee Walker. Son registre généalogique a été créé en 1993. Ce cheval est apte notamment à la randonnée équestre et aux loisirs. Ses effectifs sont cependant très bas, si bien que CAB International considère, en 2020, que la race est menacée d'extinction.

## Histoire

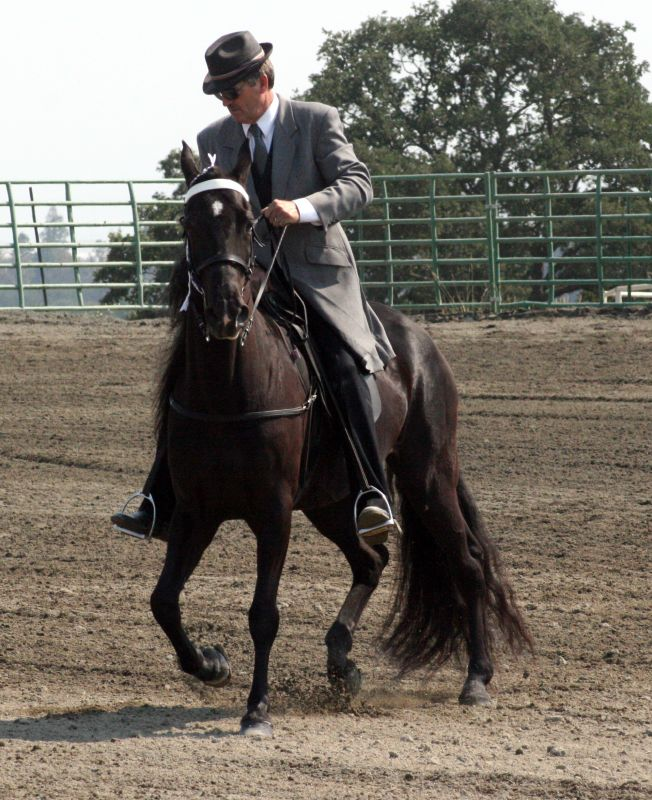
Un Tennessee Walker, race voisine du cheval de la plantation McCurdy.

Juste après la guerre civile américaine, les deux frères McCurdy démarrent un élevage de chevaux de race Standardbred de course dans l'Alabama central, aux États-Unis, dont naît le très fameux étalon Hambletonian. Ils élèvent aussi un cheval de selle confortable et élégant destiné à être monté sur de longues distances dans le cadre du travail dans les plantations. Ces chevaux servent à de nombreuses tâches, dont le labour, le transport des enfants vers l'école, le travail du bétail, et la chasse.
La race a été sélectionnée par Edward McCurdy, vers 1905. L'étalon fondateur est un animal de robe grise nommé McCurdy's Doctor. Ils croisent cet étalon avec les meilleures juments de leur plantation. Un cheval doté d'allures confortables et du sens du bétail émerge de ces croisements.
Initialement, ces chevaux sont enregistrés avec le Tennessee Walker qui est développé à la fin du XIXe siècle, mais un élevage spécifique a toujours existé en Alabama. Ce cheval des McCurdy est en effet réputé pour sa capacité à pratiquer le labour et le travail de ferme lourd, en dépit de l'absence de registre officiel. Durant les années 1930, le cheval des McCurdy est enregistré par défaut avec le Tennessee Walker, ce qui entraîne une intrication étroite entre ces deux races. Cependant, l'étalon McCurdy's Doctor obtient le statut F-79 (« F » pour « Fondateur »). 
Un registre spécifique est créé pour ce cheval de la plantation McCurdy en 1993.

## Description
Il mesure entre 1,47 m et 1,62 m (soit 14,2 à 16 mains), pour une moyenne de 1,52 m. 
L'apparence est généralement raffinée. Le poitrail est large et le dos court. La croupe et les hanches sont arrondies. Les crins sont généralement abondants.

### Robes
La plupart des chevaux de cette race sont gris, mais il existe aussi des sujets alezans, bais, noirs, et rouans sur base baie ou alezane. Les marques blanches sont fréquentes et communément étendues.

### Allures
C'est un cheval d'allures,,. Ces allures, nommées en anglais McCurdy Lick, ont été sélectionnées en particulier sur l'amble rompu à quatre temps. Elles ne doivent pas présenter les exagérations propres aux chevaux de race Tennessee Walker,. Ses allures sont nommées flat-walk, running walk, natural rack et stepping pace. Ces deux dernières allures différencient le cheval des McCurdy du Tennessee Walker, qui ne les pratique pas.

## Utilisations
Ce cheval est apte à la randonnée et à l'équitation de loisir ; il est aussi monté pour la chasse (chasse au renard et aux oiseaux) et pour des cross. Il est réputé pour ses allures confortables pour les cavaliers sur tous types de terrains.

## Diffusion de l'élevage
Ce cheval est élevé dans son berceau en Alabama, mais aussi au Texas, en Oregon, en Caroline du Sud, et quelques sujets sont présents en Californie.
En 2005, l'association de race enregistre 368 chevaux, pour environ 30 nouvelles naissances chaque année. L'édition 2020 du dictionnaire de CAB International considère cette race comme étant pratiquement éteinte.